# Meghan Beesley
Meghan Beesley (née le 15 novembre 1989 à Blackpool) est une athlète britannique, spécialiste du 400 mètres haies.

## Biographie
Médaillée de bronze sur 400 m haies lors des championnats du monde juniors de 2008, elle obtient la médaille d'argent du relais 4 × 400 m lors des Jeux du Commonwealth de 2010 après avoir pris la septième place sur 400 m haies. L'année suivante, elle remporte la médaille de bronze du 400 m haies lors des championnats d'Europe espoirs de 2011.
Elle atteint les demi-finales du 400 m haies lors des championnats du monde 2013 et 2015.
Elle remporte la médaille de bronze du relais 4 × 400 mètres lors des championnats du monde en salle 2018, à Birmingham, en compagnie de Amy Allcock, Hannah Williams et Zoey Clark.
Le 10 août 2018, Meghan Beesley, placée au couloir 1, remporte la médaille de bronze du 400 m haies des championnats d'Europe de Berlin en 55 s 31, derrière Lea Sprunger (54 s 33) et Hanna Ryzhykova (54 s 51).

## Palmarès
| Date | Compétition                       | Lieu       | Résultat | Épreuve     | Temps         |
| ---- | --------------------------------- | ---------- | -------- | ----------- | ------------- |
| 2007 | Championnats d'Europe juniors     | Hengelo    | 6e       | 400 m haies | 58 s 76       |
| 2007 | Championnats d'Europe juniors     | Hengelo    | 2e       | 4 × 400 m   |               |
| 2008 | Championnats du monde juniors     | Bydgoszcz  | 3e       | 400 m haies | 57 s 08       |
| 2010 | Jeux du Commonwealth              | New Delhi  | 7e       | 400 m haies | 58 s 36       |
| 2010 | Jeux du Commonwealth              | New Delhi  | 2e       | 4 × 400 m   | 3 min 29 s 51 |
| 2011 | Championnats d'Europe espoirs     | Ostrava    | 3e       | 400 m haies | 55 s 69       |
| 2011 | Universiade                       | Shenzhen   | 2e       | 4 × 400 m   | 3 min 33 s 09 |
| 2013 | Championnats d'Europe par équipes | Gateshead  | 1re      | 4 × 400 m   | 3 min 28 s 60 |
| 2018 | Championnats du monde en salle    | Birmingham | 3e       | 4 x 400 m   | 3 min 29 s 38 |
| 2018 | Coupe du monde                    | Londres    | 2e       | 400 m haies | 55 s 90       |
| 2018 | Championnats d'Europe             | Berlin     | 3e       | 400 m haies | 55 s 31       |
| 2018 | Coupe continentale                | Ostrava    | 4e       | 400 m haies | 55 s 58       |
| 2019 | Championnats d'Europe par équipes | Bydgoszcz  | 6e       | 400 m haies | 56 s 46       |

## Records
| Épreuve     | Temps   | Lieu  | Date         |
| ----------- | ------- | ----- | ------------ |
| 400 m haies | 54 s 52 | Pékin | 23 août 2015 |